# Skate Canada (спортивная федерация)
Skate Canada (Скейт Канада) — канадская федерация фигурного катания, признанная Международным союзом конькобежцев (ИСУ) и национальным Олимпийским комитетом. Федерация организует ежегодные чемпионаты Канады по фигурному катанию, турнир Skate Canada International, а также отвечает за проведение других национальных и международных соревнованиях по фигурному катанию, устраиваемых в Канаде. Skate Canada сотрудничает с «Си-би-си» для организации трансляций фигурного катания в стране.
Согласно утверждению на официальном сайте, Skate Canada является «крупнейшей федерацией по фигурному катанию в мире». Подавляющее большинство членов — не элитные спортсмены, а любители, занимающиеся спортом в качестве хобби. Штаб-квартира находятся в Оттаве, Онтарио. Skate Canada имеет 13 отделений, которые координируют работу федерации в регионах.

## История
Skate Canada была основана в 1914 году как «Отдел по фигурному катанию Ассоциации любительского катания Канады» (англ. The Figure Skating Department of the Amateur Skating Association of Canada). В 1939 году название изменилось на «Канадская ассоциация фигурного катания» (CFSA, Canadian Figure Skating Association). Нынешнее название Skate Canada было принято в 2000 году для соответствия с другими национальными спортивными федерациями. Текущий логотип был разработан в 1986 году.